# 石康鈞
石康鈞（前藝名石康軍）本名翁駿維，英語：，1979年1月19日—），新加坡歌手。

## 经历
石康鈞在2005年與台灣的艾迴音樂公司簽約，出道發行首張專輯後，因與新加坡海峽唱片公司發生合約問題，而暫停了歌唱之路，於2010年再度發行EP。

## 个人生活
2016年1月3日，他与交往多年的圈外女子（Ericia）登记结婚。两人目前育有一个女儿。

## 音樂歷程
石康鈞從15歲開始就靠打工的錢，幾乎每天都去KTV唱歌，立下了成為歌手的願望。除了在KTV磨練歌藝外，石康鈞也參加大大小小的歌唱比賽，以訓練自己的台風。被音樂製作人林倛玉發掘並肯定。但石康鈞的歌唱生涯沒有想像中的順遂，2005發行了首張專輯《火光》後，因與新加坡海峽唱片發生合約糾紛，導致艾迴音樂無法繼續幫他發片,沈浸了5年。
2006在新加坡與好友創辦了Artchemist音樂學校，同時也回到設計大學進修。在這期間，石康鈞帶領了學生到處演出也為四川大地震和日本海嘯籌募。
在和原經紀公司解約後，2010年與產值娛樂簽約發行了EP《另一種溫暖》, 隨後也發行單曲《Sexy Lady》。
2011年石康鈞回新加坡舉辦了個人美術展《Brat兔崽子》，賣掉藝術品的部份款項捐給了Business Times Budding Artists Fund，隨後在2012年獲得了世界十大傑出青年獎。
再過了幾年，石康鈞終於在2018年再度發行了英式搖滾曲風的單曲《實現》。
2020年受邀為新傳媒的電視劇曲目演唱並獲得了《亞洲影藝創意大獎2020》和《紅星大獎2021》的最佳主題曲。
2021年受邀為腾讯视频劇《乌鸦小姐与蜥蜴先生》演唱插曲《Feeling》。
2022年為浙江衛視電視劇《她們的名字》演唱插曲《Always》。

## 音樂作品

### 個人專輯
- 《火光》
- 發行時間：2005年3月18日
  - 曲目

1. 愛中飛行(與信合唱)
2. 變質
3. 還沒瘋
4. 火光
5. 麻痺
6. BEAUTIFUL WORLD
7. 變不了
8. 冷凍
9. 穿越時空
10. 解藥
11. 曙光
12. 黑夜過後

### 個人EP
- 《另一種溫暖》
- 發行日期：2010年5月20日
  - 曲目

1. 不完美的完美
2. 另一種溫暖
3. 無助

### 個人單曲
- 《Sexy Lady》
- 發行日期：2010年8月16日
  - 曲目

1. Sexy Lady

- 《實現》
- 發行日期：2018年1月19日
  - 曲目

1. 實現

### OST
- 新傳媒電視劇《家在大巴窯》插曲
- 發行時間: 2003年
  - 曲目

1. 曙光
2. 麻痺

- 新傳媒電視劇《我的女俠羅明依》主題曲 & 插曲
- 發行時間: 2020年
  - 曲目

1. 亂 (與鈴凱合唱)
2. 遲

- 新傳媒電視劇《過江新娘》插曲
- 發行時間: 2021年
  - 曲目

1. 易碎品

- 腾讯视频劇《乌鸦小姐与蜥蜴先生》插曲
- 發行時間: 2021年
  - 曲目

1. Feeling

- 浙江衛視電視劇《她們的名字》插曲
- 發行時間: 2022年
  - 曲目

1. Always

- 浙江衛視電視劇《甜小姐與冷先生》插曲
- 發行時間: 2023年
  - 曲目

1. 一座橋

## 獎項
- 世界十大傑出青年獎 2012
- 亞洲影藝創意大獎 2020
- 紅星大獎 2021

## 外部連結
- Jones石康鈞的FACEBOOK （页面存档备份，存于）
- Jones石康鈞的INSTAGRAM
- Jones石康鈞的YOUTUBE （页面存档备份，存于）
- Jones石康鈞的微博